# Emiel De Cloedt
Emiel De Cloedt (Brugge, 13 februari 1931 - Brugge 03 juli 2017) was een Belgisch componist, muziekpedagoog, dirigent en trompettist. 

## Levensloop
De Cloedt maakte via de scoutsbeweging kennis met de muziek. Bij de scoutsharmonie kreeg hij in 1941 zijn eerste lessen op bugel. Hij studeerde notenleer en trompet en later contrapunt en fuga aan het Stedelijk Conservatorium te Brugge en behaalde een eerste prijs met grote onderscheiding. Hij wisselde aan het Koninklijk Conservatorium te Gent, waar hij eveneens, na slechts één jaar studie, de eerste prijs met onderscheiding voor trompet wist te behalen. In hetzelfde jaar werd hij aangeworven bij het Orkest van de Koninklijke Opera te Gent en bleef in deze functie tot 1972.
Aan het einde van 1951 begon hij een loopbaan als militair muzikant te Charleroi en wisselde in 1954 als solo-bugel naar de toenmalige Muziekkapel van de Zeemacht te Oostende, die toen onder leiding stond van Jos Hanniken. In deze tijd voltooide hij ook zijn studie harmonieleer bij Maurits Deroo. Bij deze docent studeerde hij ook contrapunt en fuga en behaalde in beide vakken een eerste prijs met onderscheiding. Bij Jos Hanniken studeerde hij nog HaFa-directie en bij de Bulgaarse dirigent Atanas Margaritov orkestdirectie. Bij de Muziekkapel van de Zeemacht nam hij in 1976 ontslag.
Hij was docent voor koperblazers aan het Stedelijk Conservatorium te Brugge en aan de Stedelijke Muziekschool van Knokke-Heist. 
Emiel De Cloedt was oprichter en dirigent van de Noordzee Brass Band te Brugge en was dirigent van de Koninklijke Fanfare De Eendracht Oostkamp. 
Als componist schreef hij werken voor harmonie- en fanfareorkest.

## Composities

### Werken voor harmonie- en fanfareorkesten en brassband
- 1967 Miniatuur Symfonie
- 1972 Suite voor Blaasorkest  (won de 1e prijs bij de provinciale compositiewedstrijd West-Vlaanderen 1972)
  1. Satisfaction
  2. Melancholy
  3. Gladness
- Acht Koralen
- Beguine for Band, voor brassband
- Bengali, mars
- BMK-Mars, Brugse Muziek Korpsen Mars
- Brass Band Tango, voor brassband
- C'est Saint-Pol-sur-Mer, mars
- De Brugse parade
- Gallopade
- Goede Vaart
- Here we are
- Play-Inn
- Symfonietta
- That's all, mars
- Three Moods
- Waltzing brasses, voor brassband
- Johan Schrammel, mars

### Kamermuziek
- Alla Marcia, voor trompet en piano
- Hoornkwartet